# Douet
Pour l’article ayant un titre homophone, voir Douai.
Pour l’article homonyme, voir Joséphine Douet.
« Douet » désigne, en Normandie, un ruisseau en augeron et en cotentinais (dialectes du normand)[réf. souhaitée].

En Bretagne, un douet (ou doué) était un lavoir à blanchir le lin. En gallo, c'est un lavoir à laver le linge.

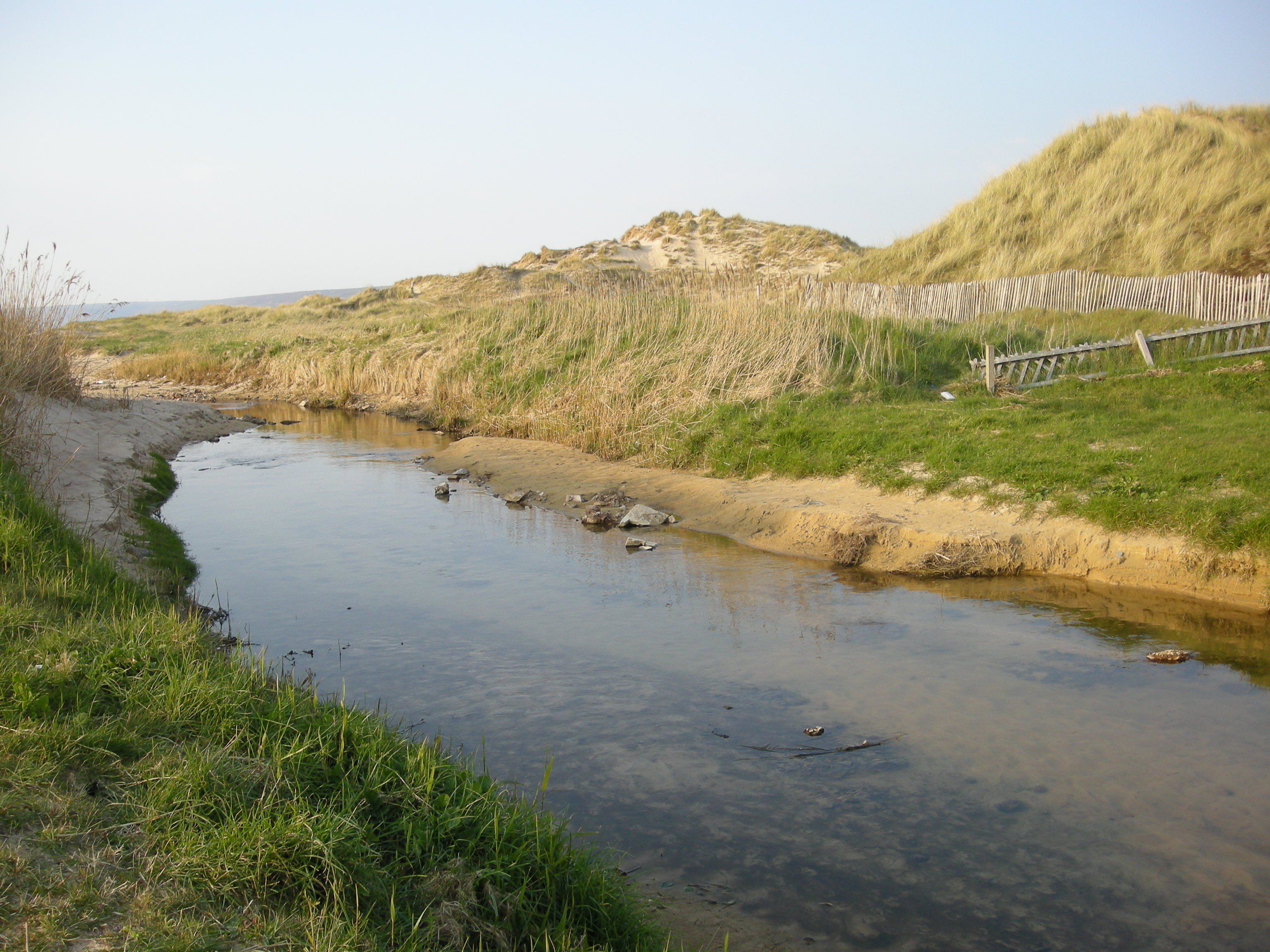
Le Petit Douet à Siouville-Hague.
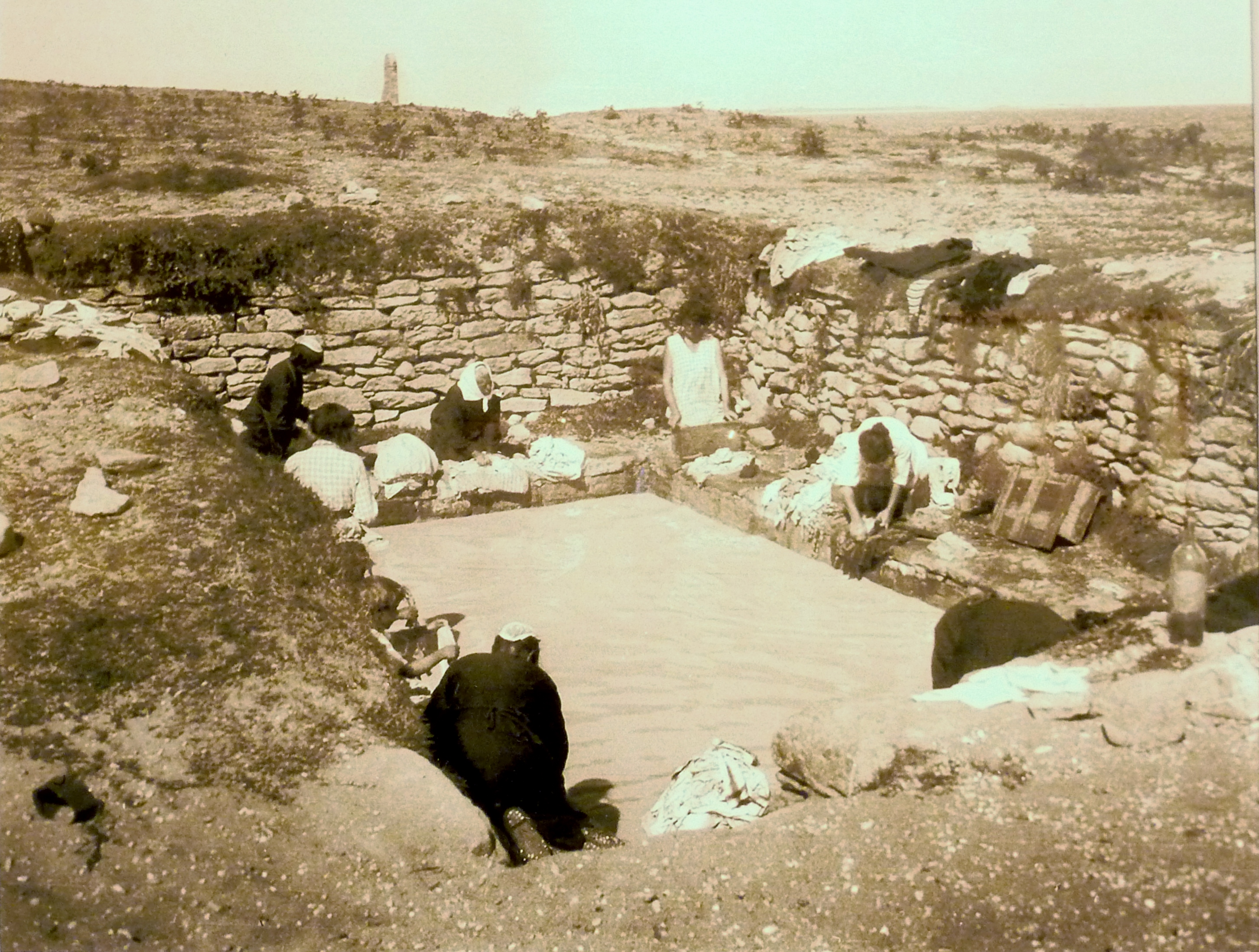
Laveuses au douet à Hœdic en 1932.